# Kamran Rahimov
 (mai 2022).
Pour les articles homonymes, voir Rahimov.
Kamran Rahimov (en azéri : Kamran Nəbi oğlu Rəhimov; né le 4 juillet 1928 à Garabaghlar de la République socialiste soviétique autonome de Nakhitchevan  et mort le 27 juillet 2007 à  Bakou) est un ancien ministre de l'éducation publique de la République socialiste soviétique d'Azerbaïdjan, premier secrétaire du Comité régional de Nakhitchevan du Parti communiste d'Azerbaïdjan, docteur en sciences historiques, professeur.

## Biographie
En 1945, Kamran Rahimov est diplômé de l'institut avec mention et entre au département d'histoire de l'Université d'État d'Azerbaïdjan. Après avoir obtenu son diplôme, il travaille comme maître de conférences au nouveau département d'histoire de l'université. En 1954, Kamran Rahimov est admis à l'école doctorale de l'Institut d'histoire du parti et est envoyé au poste de chef du département du Communiste azerbaïdjanais, revue théorique et politique du Comité central du Parti communiste de Azerbaïdjan. De 1959 à 1962, il est rédacteur en chef adjoint et de 1962 à 1975 rédacteur en chef.

## Activité scientifique
Il poursuit ses activités scientifiques et pédagogiques dans le magazine. En 1958, il soutient sa thèse de doctorat, en 1966, il soutient sa thèse de doctorat au Grand Conseil scientifique de l'Université d'État d'Azerbaïdjan et en 1967 au plénum de la Commission suprême d'attestation de l'URSS.
Kamran Rahimov est l'auteur d'un certain nombre de monographies, de manuels, de nombreux articles scientifiques et théoriques et journalistiques.
Il publie à plusieurs reprises des articles sur des questions théoriques d'actualité dans les médias de Moscou, des anciennes républiques soviétiques et de plusieurs autres pays. Il est le seul scientifique de la République d'Azerbaïdjan à avoir publié à deux reprises un article théorique et scientifique dans la revue moscovite Communist.

## Travail administratif
Pendant le mandat de Kamran Rahimov en tant que premier secrétaire du Comité régional de Nakhitchevan du Parti communiste d'Azerbaïdjan (1975-1983), des installations industrielles, des lacs, des vergers et des vignobles, et des complexes d'élevage sont construits et mis en service. Il relance l'activité du Centre scientifique du Nakhitchevan de l'Académie des sciences d'Azerbaïdjan.
Au cours de ces années, un travail important est réalisé dans le domaine de la culture. Des palais de la culture sont construits et mis en service dans les colonies de Nakhchivan, Ordoubad, Shahbuz et de nombreux villages de la région. Des musées de traditions locales sont créés dans toutes les régions et les expositions sont concentrées dans ces musées pour empêcher le vol de monuments anciens de notre histoire par les Arméniens.

## Ministre
En 1983, le professeur Kamran Rahimov est nommé ministre de l'Éducation publique de la République d'Azerbaïdjan. En tant que ministre de l'instruction publique, il lance de nombreux projets.
Kamran Rahimov souleve la question de l'enseignement de l'histoire, de la langue, de la littérature et de la géographie azerbaïdjanaises dans les écoles arméniennes et géorgiennes. Se référant à la décision du Conseil des ministres de l'URSS n° 230 de 1962, il est chargé d'enseigner ces matières dans les écoles arméniennes et géorgiennes et commence à traduire ces manuels en arménien et géorgien. L'histoire de l'Azerbaïdjan pour les classes supérieures est traduite en arménien et envoyée aux écoles arméniennes.
Lors de sa visite en Belgique en 1986 en tant que chef de la délégation des éducateurs de l'URSS, Kamran Rahimov s'est intéressé à l'état de l'enseignement général et au processus de formation des enseignants. Ainsi, l'informatisation des établissements d'enseignement se reflète dans la réforme scolaire du pays. Kamran Rahimov accordé une attention particulière à la création de cours d'informatique dans toutes les écoles du district.